# Bruno Sacco

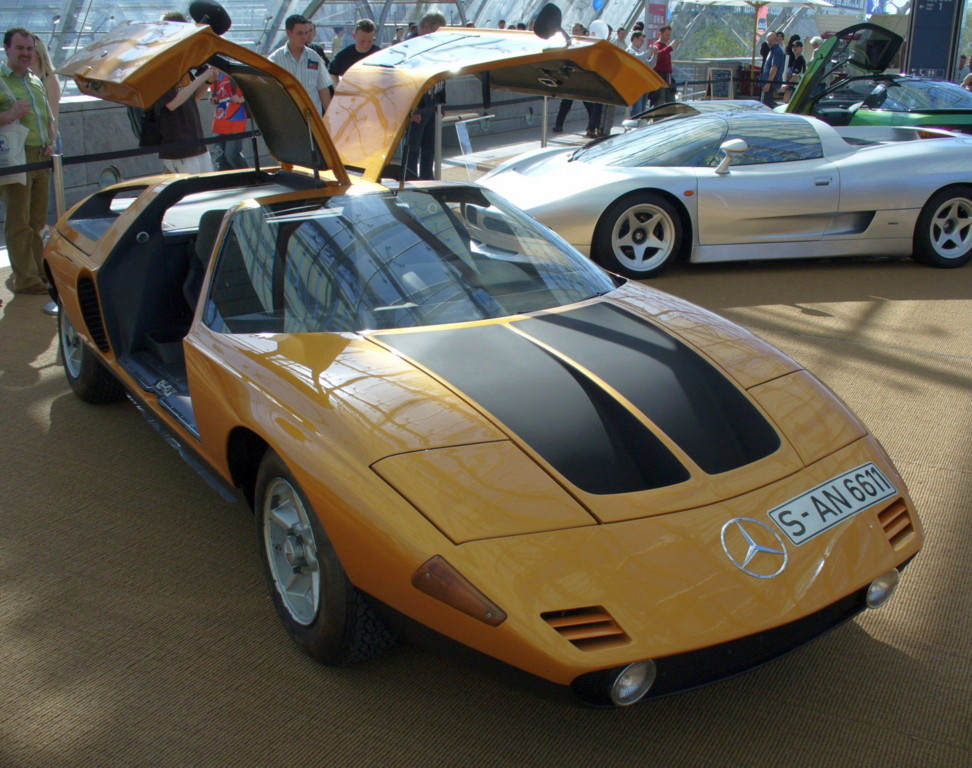
El Mercedes-Benz C111, con sus puertas de ala de gaviota entreabiertas. Este prototipo de automóvil con Motor Wankel fue uno de los proyectos de Sacco antes de su ascenso a estilista jefe en Daimler-Benz

Bruno Sacco (Údine, Reino de Italia; 12 de noviembre de 1933-Sindelfingen, Alemania; 19 de septiembre de 2024) fue un diseñador de automóviles italiano, jefe de diseño en Daimler AG entre 1975 y 1999.

## Biografía

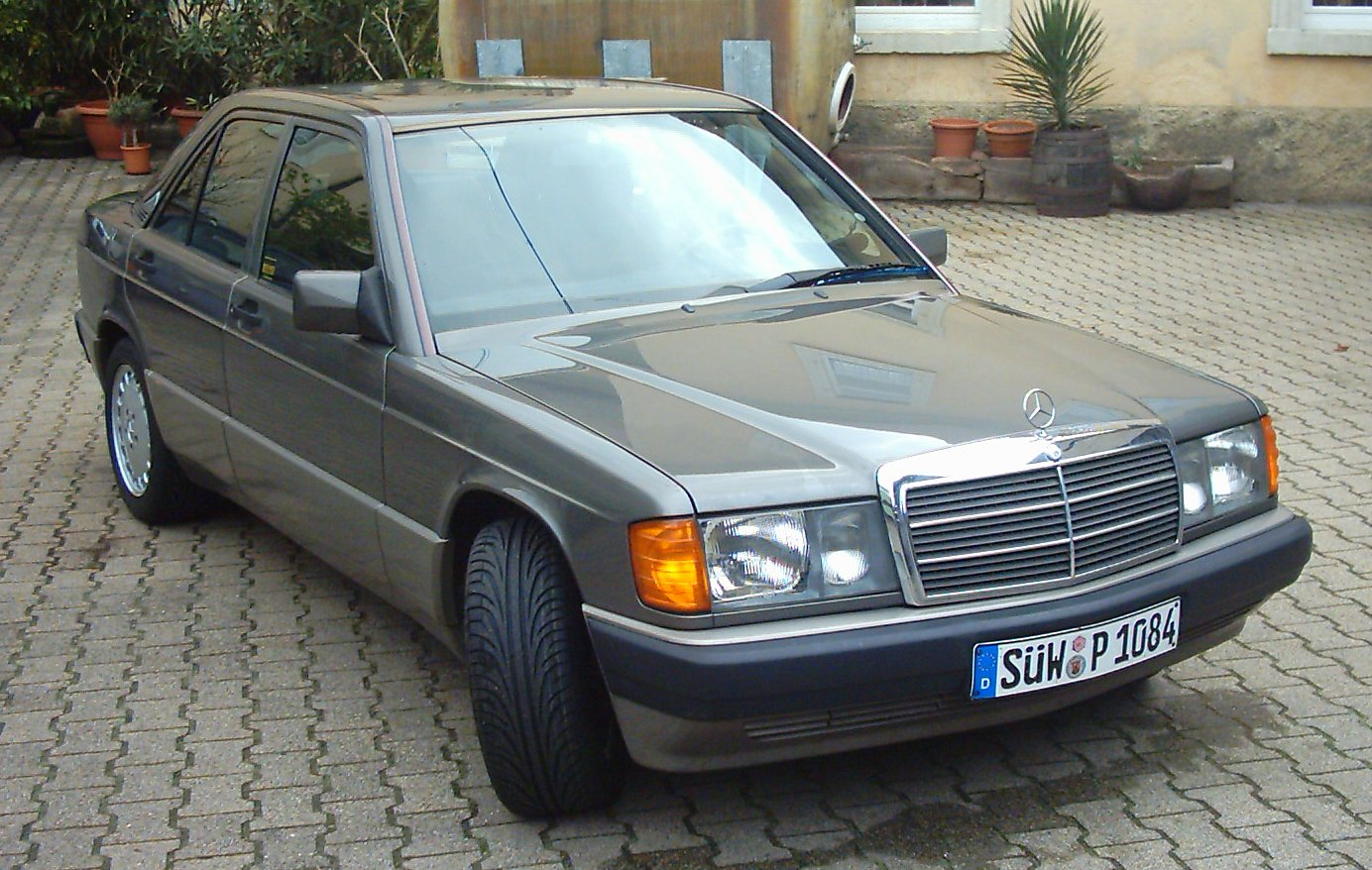
Un Mercedes-Benz 190 (W201), el diseño "más significativo" de Sacco.

Según el propio Sacco, la primera vez que pensó en dedicarse al diseño de automóviles se produjo mientras andaba en bicicleta por las calles de Tarvisio en 1951 cuando tenía dieciocho años de edad, después de ver un Studebaker Commander Regal de 1950, diseñado por Raymond Loewy. Después, no pudo sacar el automóvil de su cabeza, y "sabía que [su] vida había sido decidida".
Después de estudiar ingeniería mecánica en el Politécnico de Turín, intentó buscar trabajo en las renombradas carrozzerie Ghia y Pininfarina, antes de trasladarse a Alemania cuando sus esfuerzos no tuvieron éxito. Daimler-Benz lo contrató como estilista en 1958, y aunque tenía la intención de quedarse solo brevemente, su matrimonio con la berlinesa Annemarie Ibe en 1959 y el nacimiento de su hija Marina al año siguiente le hicieron reconsiderar sus planes.
Sacco ascendió en Daimler-Benz durante los siguientes quince años, convirtiéndose en ingeniero jefe en 1974, antes de reemplazar a Friedrich Geiger como director del centro de estilo Daimler-Benz en Sindelfingen en 1975. Durante el siguiente cuarto de siglo hasta su jubilación en 1999 fue responsable del diseño de todos los automóviles de carretera Mercedes, autobuses y camiones. Entre sus numerosos trabajos se encuentran el prototipo C111, tres remodelaciones sucesivas del automóvil de lujo S-Class (los modelos W126, W140 y W220), el R129 SL convertible, el automóvil ejecutivo compacto C-Class W202, las versiones W124 y W210 del sedán E-Class, el CLK y automóviles deportivos SLK, el vehículo utilitario deportivo de lujo M-Class y el C-Class W203 de segunda generación.
Realizó una contribución significativa al diseño del Mercedes-Benz W123, el Mercedes más vendido jamás, así como su último diseño, el R230 SL convertible (en 1997). Su diseño favorito, debido a su importancia para la empresa, es el Mercedes-Benz 190 presentado en 1982, mientras que confiesa su descontento con el Clase-S de 1991, que considera "cuatro pulgadas demasiado alto". En su retiro ha renunciado a su viejo SLK convertible rojo en favor de un Mercedes-Benz 560SEC cupé negro (C126).

## Temas de diseño
Sacco tardó varios años en comprender completamente la cultura de Daimler-Benz, ya que, según sus propias palabras, no había "leyes escritas [de estilo o diseño]". Después de seguir la filosofía del cofundador de la empresa Gottlieb Daimler, "Nada más que lo mejor", comenzó a entender mejor la dirección que debía seguir.
Durante mucho tiempo ha abogado por la "homogeneidad horizontal" y la "afinidad vertical", términos que utiliza para describir la continuidad y la coherencia de los diseños de Mercedes. La homogeneidad horizontal hace referencia a las señales de estilo comunes entre los diferentes modelos en la gama del fabricante; capaces de establecer una fuerte relación visual entre los automóviles más pequeños y los más grandes de la marca. La afinidad vertical es el requisito para que los coches no sean relegados estilísticamente a la obsolescencia por sus sucesores, lo que garantiza una mayor atemporalidad del diseño. Sacco percibió que este concepto era de especial importancia para Mercedes, cuya reputación por la longevidad de sus coches significaba que su ciclo de vida típico era de 20 a 30 años.

## Reconocimientos
Sacco acumuló numerosos premios y honores durante su carrera; su trabajo en general ha sido reconocido por el premio "Diseñador de los diseñadores" otorgado por la revista Car en 1996, cuando resultó elegido por cuarenta de sus pares, el EyesOn Design Lifetime Achievement Award (1997), y el Lucky Strike Designer Award de la Raymond Loewy Foundation (1997). Fue preseleccionado como uno de los 25 Diseñadores de Automóviles del Siglo en 1999, siendo incluido en el Salón de la Fama del Automóvil en 2006 y en el Salón de la Fama de la Automoción Europea en 2007.
En su tierra natal, recibió la Gran Orden Oficial al Mérito de la República en 1991, y recibió un doctorado honorario por la Universidad de Údine en 2002.

## Lecturas relacionadas
- Felicioli, Riccardo P. (1998). Bruno Sacco. Mercedes-Benz Bereich Design. Automobilia. pp. 96pp. ISBN 88-7960-090-7.

- Datos: Q704980
- Multimedia: Bruno Sacco / Q704980